# La Défense (sculptură)
La Défense (cunoscută și sub numele Chemarea la arme) este o sculptură realizată de Auguste Rodin. A fost inițial un proiect realizat de artist în 1879 ca răspuns la solicitarea guvernului pentru un monument dedicat apărării Parisului, comemorând asediul Parisului și destinat sensului giratoriu Courbevoie (a fost ales Barrias⁠(d) care a creat La Défense de Paris, o lucrare care, de altfel, își va da mai târziu numele cartierului de afaceri La Défense).
Sculptura din bronz din colecția de Sculptură Memorială Evan H. Roberts a Muzeului de Artă Portland a fost modelată în 1879 și turnată în jurul anului 1910. Măsoară 112 cm x 58 cm x 41 cm.
La Verdun, Monument de la Hollande amie prezintă o mărire de patru ori a acestei sculpturi, realizată de Henri Lebossé.